# Olympische Sommerspiele 1904/Teilnehmer (Kuba)
| Gelbes Symbol für Goldmedaillen mit stilisierten Olympischen Ringen | Graues Symbol für Silbermedaillen mit stilisierten Olympischen Ringen | Braundes Symbol für Bronzemedaillen mit stilisierten Olympischen Ringen |
| ------------------------------------------------------------------- | --------------------------------------------------------------------- | ----------------------------------------------------------------------- |
| 4                                                                   | 2                                                                     | 3                                                                       |

Kuba nahm an den Olympischen Sommerspielen 1904 in St. Louis, Vereinigte Staaten von Amerika, mit einer Delegation von fünf Sportlern (allesamt Männer) an fünf Wettbewerben in zwei Sportarten teil. Es konnten neun Medaillen (viermal Gold, zweimal Silber, dreimal Bronze) gewonnen werden. Des Weiteren wurde noch eine weitere Goldmedaille mit einer gemischten Mannschaft im Florett gewonnen, welche aber nicht in den Mannschaftsspiegel einfließt. Es war nach den Olympischen Sommerspielen 1900 die zweite Teilnahme an Olympischen Sommerspielen für das Land.

## Medaillengewinner

### Gold
| Manuel Díaz           | Fechten | Säbel Einzel   |
| Ramón Fonst           | Fechten | Degen Einzel   |
| Ramón Fonst           | Fechten | Florett Einzel |
| Albertson Van Zo Post | Fechten | Singlestick    |

### Silber
| Charles Tatham        | Fechten | Degen Einzel   |
| Albertson Van Zo Post | Fechten | Florett Einzel |

### Bronze
| Charles Tatham        | Fechten | Florett Einzel |
| Albertson Van Zo Post | Fechten | Degen Einzel   |
| Albertson Van Zo Post | Fechten | Säbel Einzel   |

## Teilnehmer nach Sportarten

### Fechten
- Manuel Díaz
  - Säbel

Finale: drei Duelle gewonnen – keins verloren, Rang eins

- Ramón Fonst
  - Degen

Finale: Rang eins 
  - Florett

Runde eins: in Gruppe eins für das Finale qualifiziert, vier Duelle gewonnen – keins verloren, Rang eins
Finale: drei Duelle gewonnen – keins verloren, Rang eins

- Charles Tatham
  - Degen

Finale: Rang zwei 
  - Florett

Runde eins: in Gruppe zwei (Rang zwei) für das Finale qualifiziert, zwei Duelle gewonnen – eins verloren
Finale: ein Duell gewonnen – zwei verloren, Rang drei

- Albertson Van Zo Post
  - Degen

Finale: Rang drei 
  - Florett

Runde eins: in Gruppe eins (Rang zwei) für das Finale qualifiziert, drei Duelle gewonnen – eins verloren
Finale: zwei Duelle gewonnen – eins verloren, Rang zwei 
  - Säbel

Finale: zwei Duelle gewonnen – eins verloren, Rang drei 
  - Singlestick

Finale: elf Duelle gewonnen, Rang eins

### Leichtathletik
- Félix Carvajal
  - Marathon

Finale: Rang vier